# Michele Giacchi
Michele Giacchi (Sepino, 20 aprile 1805 – Roma, 24 dicembre 1892) è stato un avvocato, magistrato e politico italiano.
Fu senatore del regno d'Italia nella XIII legislatura.